# Leuconitocris minor
Leuconitocris minor é uma espécie  de escaravelho da família Cerambycidae.  Foi descrito por Stephan von Breuning em 1956.